# Президентства та провінції Британської Індії
28°36′50″ пн. ш. 77°12′32″ сх. д. / 28.613895388889° пн. ш. 77.209005694444° сх. д.

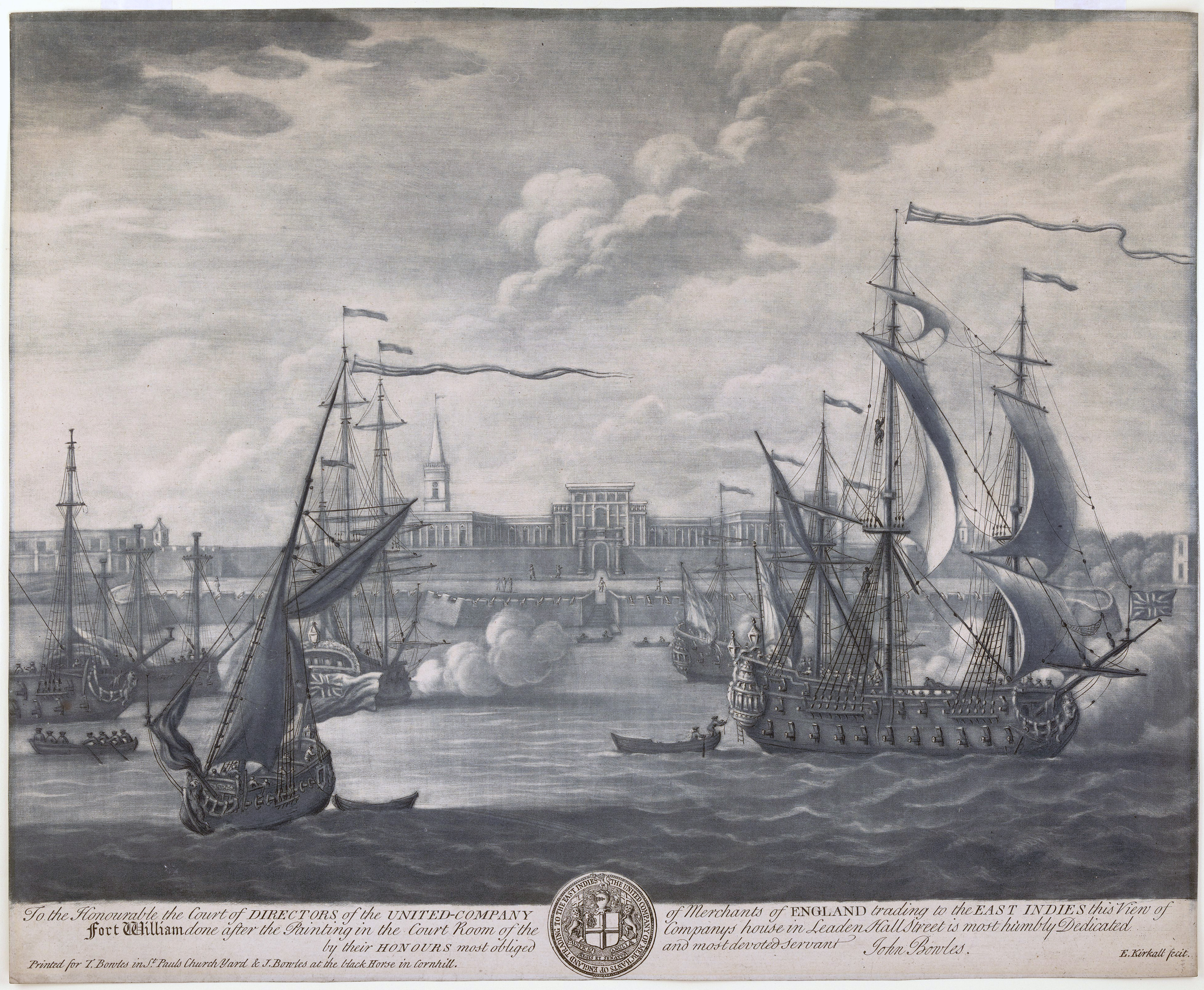
Гравюра меццо-тинтом Форт-Вільям, Калькутта, столиця правління Бенгалії в Британській Індії, 1735 рік.

Провінції Індії, попередні президентства Британської Індії та ще раніше президентські міста — були адміністративними підрозділами британського управління на Індійському субконтиненті. Разом вони отримали назву Британська Індія. У тому чи іншому вигляді вони існували між 1612 і 1947 роками, умовно розділивши їх на три історичні періоди:
- Між 1612 і 1757 роками Ост-Індійська компанія створила «фабрики» (торговельні пости) у кількох місцях, переважно в прибережній Індії, за згодою імператорів Великих Моголів, імперії Маратхів або місцевих правителів. Його суперниками були купецькі торгові компанії Португалії, Данії, Нідерландів, Франції. До середини XVIII століття три президентські міста: Мадрас, Бомбей і Калькутта зросли в розмірах.
- Протягом періоду правління Компанією в Індії, 1757—1858 рр., Компанія поступово набула суверенітету над великими частинами Індії, які тепер називаються «Президенти». Однак вона також все більше потрапляла під нагляд британського уряду, фактично поділяючи суверенітет з Короною. Водночас воно поступово втрачало свої торговельні привілеї.
- Після індійського повстання 1857 року всі повноваження компанії були передані Короні. За часів правління Британії (1858—1947) адміністративні кордони було розширено, щоб включити кілька інших регіонів під управлінням Великобританії, таких як Верхня Бірма. Проте все частіше громіздкі президентські посади ділилися на «провінції»[1].

«Британська Індія» не включала багато князівств, якими продовжували керувати індійські князі, хоча до 19-го століття вони перебували під британським сюзеренітетом — їхня оборона, зовнішні відносини та комунікації були віддані британській владі, а їхнє внутрішнє правління перебувало під пильним її наглядом. Під час здобуття Індією незалежності в 1947 році їх було понад 500 (більшість надзвичайно малих, але з кількома дуже великими). У Британському Раджі провінції становили приблизно три чверті населення та три п'ятих території Індії, решту становили княжі держави.

## Британська Індія (1600—1947)
У 1608 році влада Великих Моголів дозволила Англійській Ост-Індійській компанії заснувати невелике торгове поселення в Сураті (нині в штаті Гуджарат), і це стало першим містом зі штаб-квартирою компанії. Після цього в 1611 році була постійна фабрика в Мачиліпатнамі на Коромандельському узбережжі, а в 1612 році компанія приєдналася до інших уже створених європейських торгових компаній у Бенгалії. Однак могутність Імперії Моголів занепала з 1707 року, спочатку від рук маратхів, а пізніше через вторгнення з Персії (1739) та Афганістану (1761); після перемог Ост-Індійської компанії в битві при Плассі (1757) і битві при Буксарі (1764) — обидві в рамках правління Бенгалії, заснованого в 1765 — і скасування місцевого правління (Нізамат) у Бенгалії в 1793 році, компанія поступово почала офіційно розширити свої території на всю Індію. До середини 19 століття та після трьох англо-маратхських війн Ост-Індійська компанія стала головною політичною та військовою силою в Південній Азії, її територія перебувала під довірою Британської корони.
Правління компанії в Бенгалії (після 1793) було припинено Законом про уряд Індії 1858 року після подій Бенгальського повстання 1857 року. Відтоді відома як Британська Індія, згодом нею безпосередньо керували як колоніальне володіння Сполученого Королівства, а Індія офіційно відома після 1876 року як Індійська імперія. Індія була поділена на Британську Індію, регіони, якими керували безпосередньо британці, з актами, встановленими та ухваленими в британському парламенті, та княжі штати, якими керували місцеві правителі різного етнічного походження. Цим правителям було дозволено певну внутрішню автономію в обмін на визнання британського сюзеренітету . Британська Індія становила значну частину Індії як за площею, так і за населенням; у 1910 р., наприклад, вона охоплювала приблизно 54 % території і охоплювала понад 77 % населення. Крім того, в Індії були португальські та французькі ексклави. Незалежність від британського правління була досягнута в 1947 році з утворенням двох націй, домініонів Індії та Пакистану, останній включав Східну Бенгалію, сучасний Бангладеш.

## У масовій культурі
Фільм RRR (випущений у 2022 році) — це фільм, у якому Аллурі Сіта Рама Раджу та Комарам Бгім борються з губернатором на ім'я Скотт, щоб повернути молоду дівчину з племені гондів (на основі племені гонді) Маллі.

## Цитування
1. ↑  Imperial Gazetteer of India vol. IV, 1908 Quote: «The history of British India falls … into three periods. From the beginning of the 17th to the middle of the 18th century, the East India Company is a trading corporation, existing on the sufferance of the native powers, and in rivalry with the merchant companies of Holland and France. During the next century, the Company acquires and consolidates its dominion, shares its sovereignty in increasing proportions with the Crown, and gradually loses its mercantile privileges and functions. After the Mutiny of 1857, the remaining powers of the Company are transferred to the Crown …»
2. ↑  Copland, Ian (21-27 February 2004). Princely States and the Raj: Review of Sovereign Spheres: Princes, Education and Empire in Colonial India by Manu Bhagavan. Economic and Political Weekly. 39 (8): 807—809. JSTOR 4414671.
3. ↑  S. H. Steinberg, ред. (1949), India, The Statesman's Year-Book: Statistical and Historical Annual of the States of the World for the Year 1949, Macmillan and Co, с. 122, ISBN 9780230270787
4. 1 2 3  Imperial Gazetteer of India vol. II, 1908
5. 1 2  Imperial Gazetteer of India vol. II, 1908
6. ↑  Imperial Gazetteer of India vol. IV, 1908
7. 1 2  Imperial Gazetteer of India vol. IV, 1908

## Загальні довідники
- The Imperial Gazetteer of India (26 томів, 1908–31), дуже детальний опис всієї Індії в 1901 році. Інтернет-видання
- Imperial Gazetteer of India vol. II (1908), The Indian Empire, Historical, Published under the authority of His Majesty's Secretary of State for India in Council, Oxford at the Clarendon Press. Pp. xxxv, 1 map, 573
- Imperial Gazetteer of India vol. III (1908), Chapter X: Famine, The Indian Empire, Economic, Published under the authority of His Majesty's Secretary of State for India in Council, Oxford at the Clarendon Press. Pp. xxxvi, 1 map, 520, с. 475—502
- Imperial Gazetteer of India vol. IV (1908), The Indian Empire, Administrative, Published under the authority of His Majesty's Secretary of State for India in Council, Oxford at the Clarendon Press. Pp. xxx, 1 map, 552

## Подальше читання
- Bandyopadhyay, Sekhar (2004). From Plassey to Partition: A History of Modern India. New Delhi and London: Orient Longmans. Pp. xx, 548. ISBN 81-250-2596-0.
- Brown, Judith M. (1994) [First published 1985]. Modern India: The Origins of an Asian Democracy (вид. 2nd). Oxford University Press. Pp. xiii, 474. ISBN 0-19-873113-2.
- Copland, Ian (2001). India 1885–1947: The Unmaking of an Empire (Seminar Studies in History Series). Harlow and London: Pearson Longmans. Pp. 160. ISBN 0-582-38173-8.
- Harrington, Jack (2010). Sir John Malcolm and the Creation of British India. New York: Palgrave Macmillan. ISBN 978-0-230-10885-1.
- Judd, Dennis (2004). The Lion and the Tiger: The Rise and Fall of the British Raj, 1600–1947. Oxford and New York: Oxford University Press. Pp. xiii, 280. ISBN 0-19-280358-1.
- Majumdar, R. C.; Raychaudhuri, H. C.; Datta, Kalikinkar (1950). An Advanced History of India. London: Macmillan and Company Limited. 2nd edition. Pp. xiii, 1122, 7 maps, 5 coloured maps.
- Markovits, Claude, ред. (2005). A History of Modern India 1480–1950 (Anthem South Asian Studies). Anthem Press. Pp. 607. ISBN 1-84331-152-6.
- Metcalf, Barbara; Metcalf, Thomas R. (2006). A Concise History of Modern India (Cambridge Concise Histories). Cambridge and New York: Cambridge University Press. Pp. xxxiii, 372. ISBN 0-521-68225-8..
- Mill, James (1820). The History of British India, in six volumes. London: Baldwin, Cradock, and Joy, 3rd edition, 1826.
- Peers, Douglas M. (2006). India under Colonial Rule 1700–1885. Harlow and London: Pearson Longmans. Pp. xvi, 163. ISBN 0-582-31738-X.
- Riddick, John F. (2006). The history of British India: a chronology. Praeger. ISBN 9780313322808.
- Riddick, John F. (1998). Who Was Who in British India.
- Sarkar, Sumit (1983). Modern India: 1885–1947. Delhi: Macmillan India Ltd. Pp. xiv, 486. ISBN 0-333-90425-7.
- Seymour, William. «The Indian States under the British Crown» History Today. (Dec 1967), Vol. 17 Issue 12, pp 819—827 online; covers 1858 to 1947.
- Smith, Vincent A. (1921). India in the British Period: Being Part III of the Oxford History of India. Oxford: At the Clarendon Press. 2nd edition. Pp. xxiv, 316 (469–784).
- Spear, Percival (1990) [First published 1965]. A History of India, Volume 2: From the sixteenth century to the twentieth century. New Delhi and London: Penguin Books. Pp. 298. ISBN 0-14-013836-6.